# Gare de Donchery
Gare de Donchery vasútállomás Franciaországban, Donchery településen.

## Vasútvonalak
Az állomást az alábbi vasútvonalak érintik:
- Mohon–Thionville-vasútvonal

## Kapcsolódó állomások
A vasútállomáshoz az alábbi állomások vannak a legközelebb:
- Gare de Sedan
- Gare de Vrigne-Meuse